# Galette
Galette (da palavra normanda gale, que significa "bolo achatado ou bolo plano") é um termo usado na culinária francesa para designar vários tipos de bolos redondos planos ou bolos crocantes de forma livre, ou, no caso de uma galette de origem bretã (em francês: galette bretonne [galɛt bʁətɔn]; bretão: krampouezhenn gwinizh du), uma panqueca feita com farinha de trigo do tipo sarraceno(sem glúten), geralmente com um recheio salgado.
Do tipo bolo de galette, uma variedade significativa é a galette des rois ("o bolo dos reis"), consumida no dia da Epifania. Na parte francesa do Canadá, o termo galette é geralmente usado para doces, melhores descritos como como biscoitos grandes.

## Galettede frutas

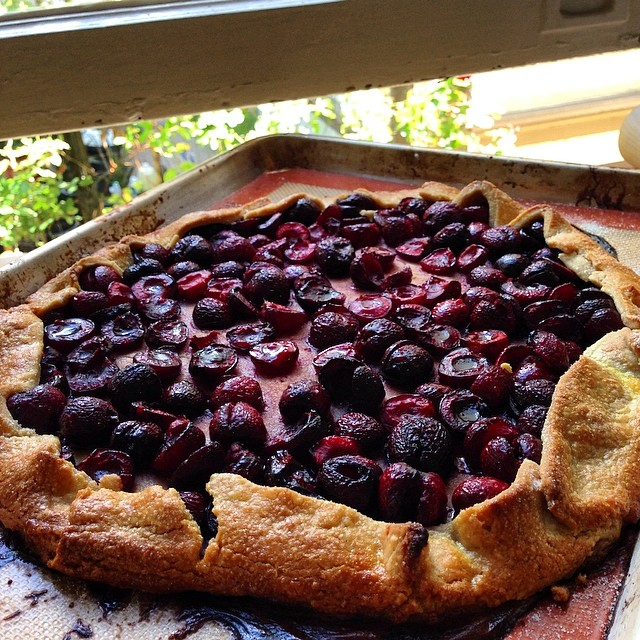
Galette de cereja

Uma forma comum de galette se assemelha a um tipo de torta de massa única e formato livre com recheio de frutas e a massa dobrada parcialmente sobre o topo do recheio.
O site joyofbaking.com define o termo galette como "um termo francês que significa um bolo redondo e achatado que pode ser doce ou salgado" e, embora [as receitas possam usar] massa folhada como base, elas também podem ser feitas com massas crescidas, como brioche, ou com uma cobertura de massa doce.

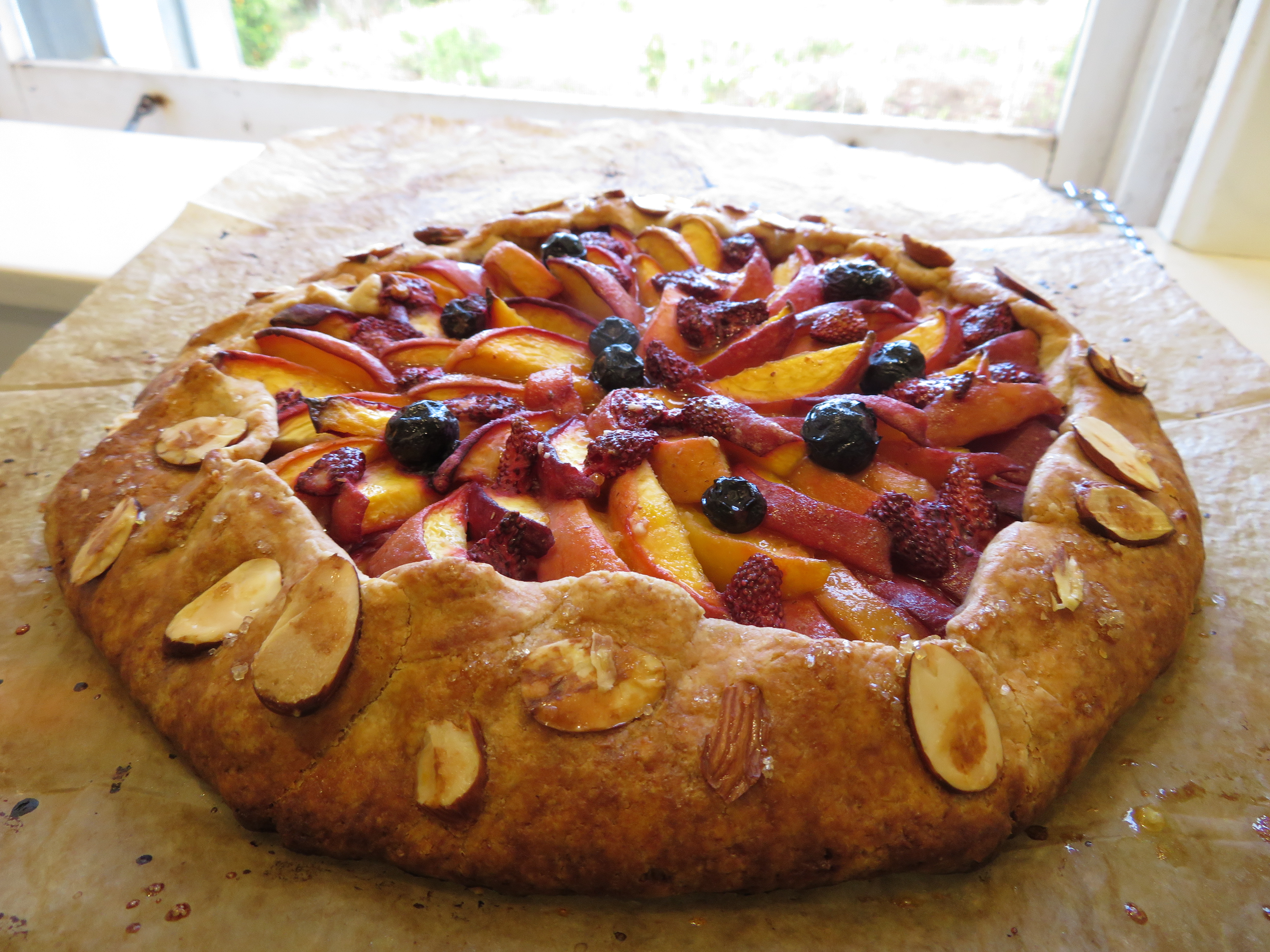
Galette de pêssego, mirtilo e morango alpino

As frutas usadas nesses tipos de galettes são geralmente sazonais e podem incluir uma ou mais, maçãs, frutas vermelhas, como morangos ou mirtilos, ou frutas com caroço, como pêssegos, ameixas, nectarinas ou cerejas.
Vários temperos, raspas ou pimentas podem ser adicionados no processo de preparação, se desejado. A base da massa é geralmente feita em casa, mas também pode ser comprada comercialmente; sobras de produtos, como biscoitos Graham, também podem ser usadas. As galettes de frutas podem ser servidas quentes ou com sorvete.
A revista Bon Appétit escreveu o seguinte sobre essas galettes: "Elas são casualmente impressionantes e fotogênicas, mas daquele jeito 'Oh, acabei de fazer isso'. São rústicas e convidativas; venha como você está....suas imperfeições são o que as diferenciam - na verdade, quanto menos você fizer, melhor elas ficarão."

## Galetteà breton
Galette, que é mais propriamente chamada de galette breton, também é o nome dado na maioria das creperias francesas, às panquecas salgadas de farinha de trigo do tipo sarraceno, enquanto que, as feitas com farinha de trigo simples, as de tamanho muito menor e as servidas principalmente com recheio doce, são chamadas de crepes.
Esse tipo de galette é uma panqueca grande e fina associada principalmente à região da Bretanha, onde, às vezes, substitui o pão como alimento básico, mas é consumida em todo o país.
O trigo do tipo sarraceno foi introduzido como uma plantação adequada a solos empobrecidos e as panquecas de trigo sarraceno eram conhecidas em outras regiões onde essa plantação era cultivada, como Limousin ou Auvergne.
É frequentemente acompanhada de ovo, carne, peixe, queijo, legumes cortados, fatias de maçã, frutas vermelhas, ou ingredientes semelhantes. Uma das variedades mais populares é uma galette coberta com queijo emmental ralado, uma fatia de presunto e um ovo cozido sobre a galette.

Na França, isso é conhecido como uma galette complète (galette completa). Outra variedade é uma salsicha quente enrolada em uma galette (chamada galette saucisse, uma tradição de Rennes, na Bretanha) e consumida como um cachorro-quente.

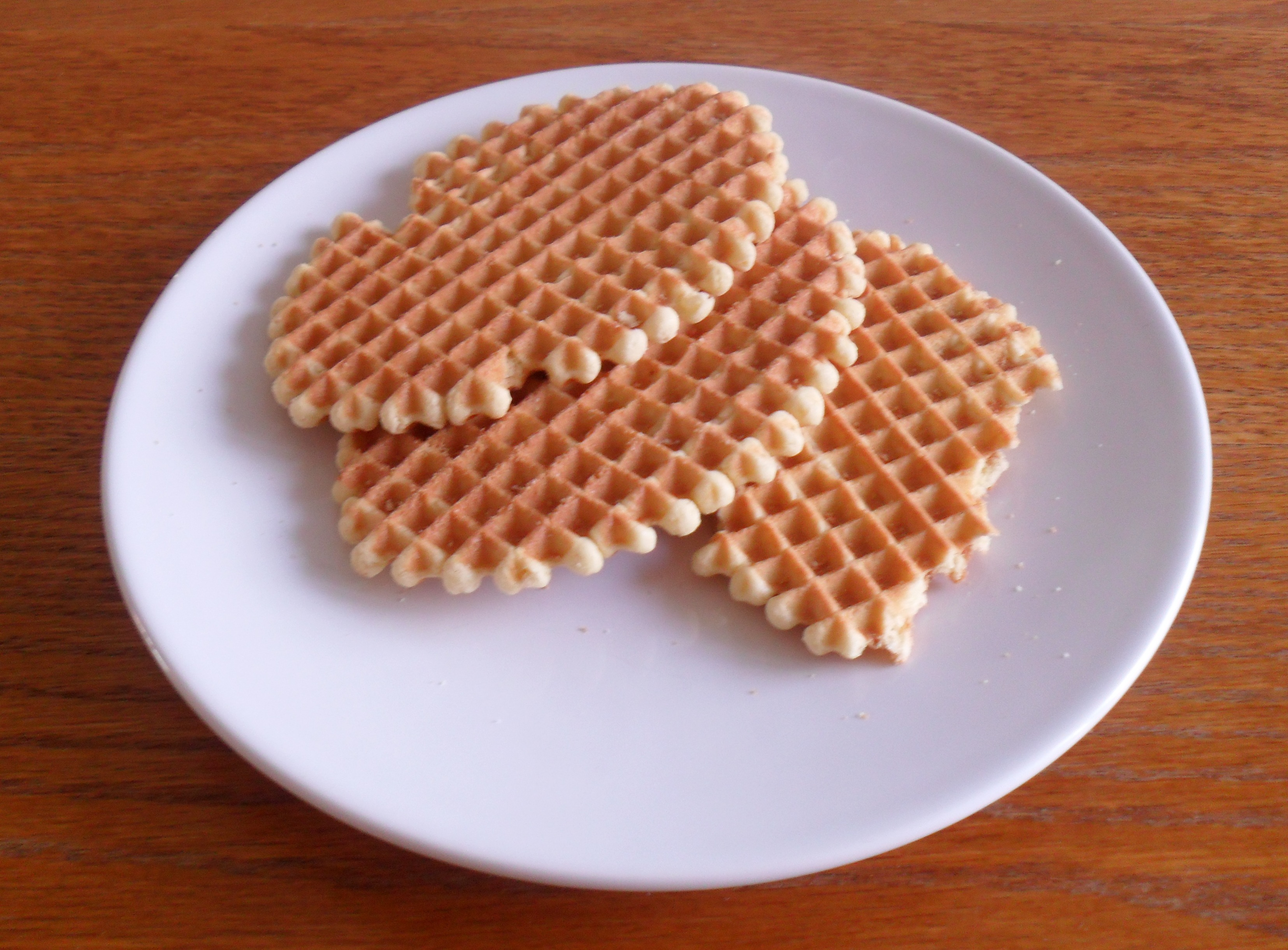
Galettes campinoises é um tipo de galette ou waffle populares na Bélgica.
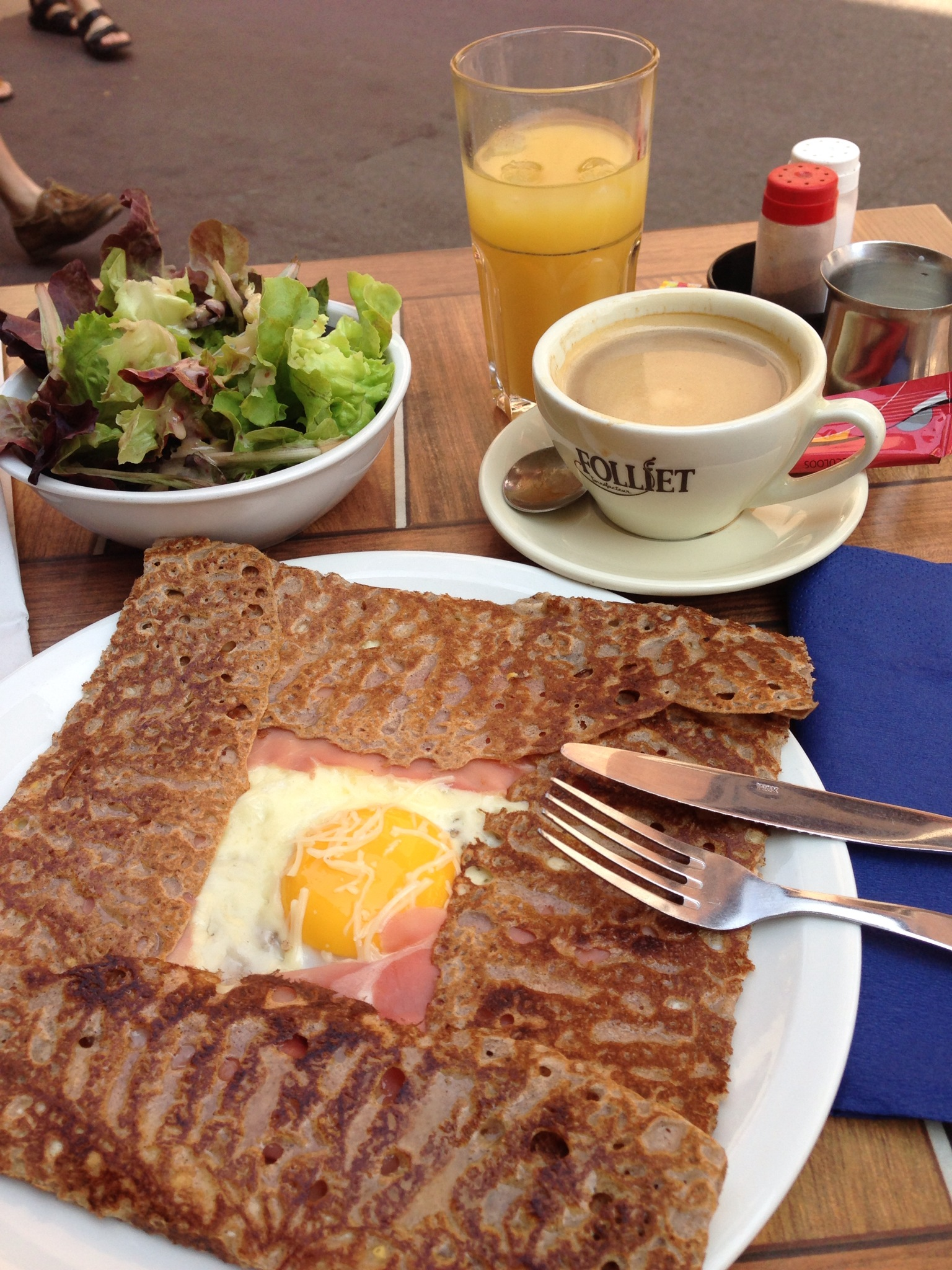
Galette complète servida em Annecy, França.
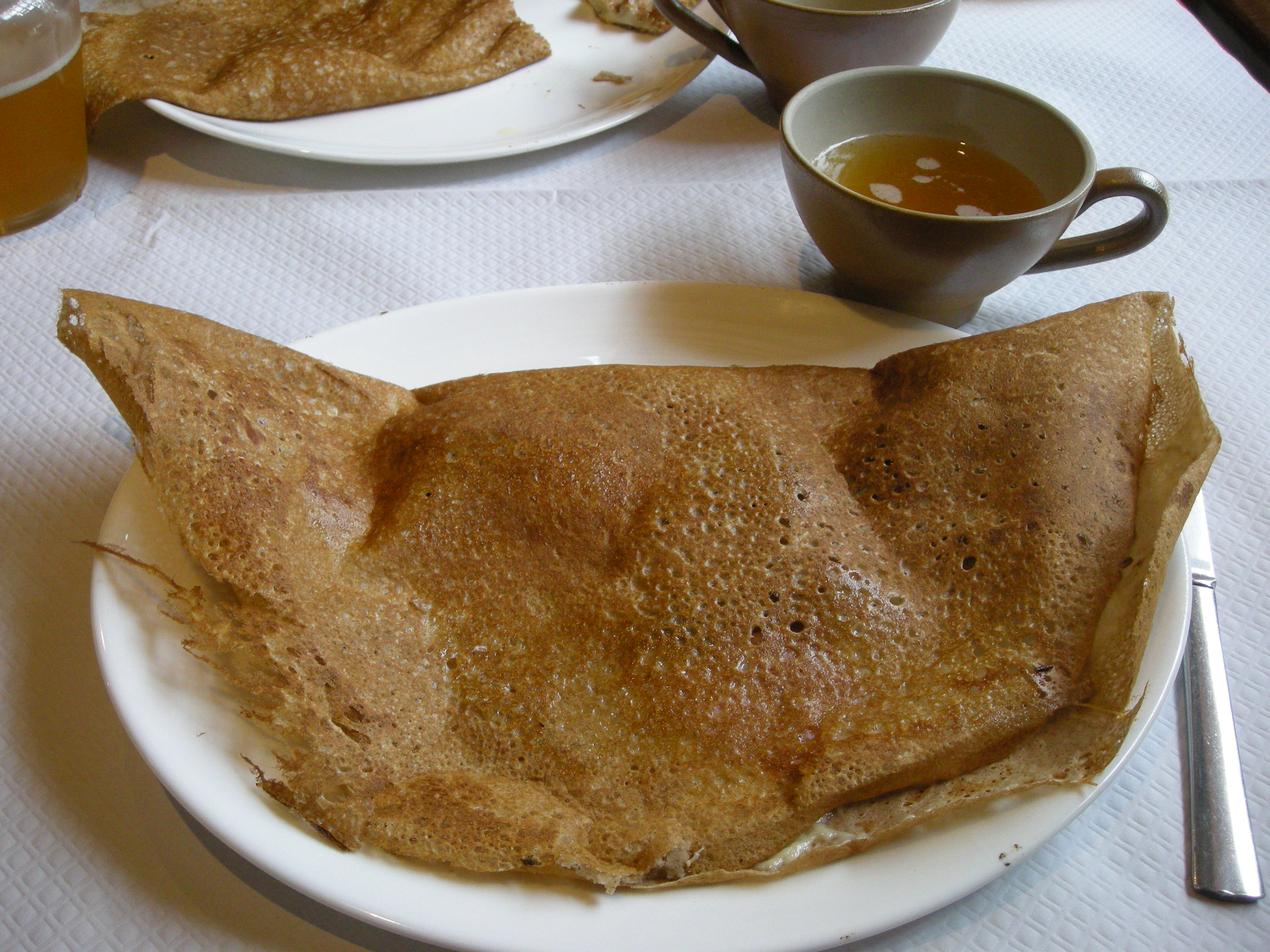
Uma galette e uma cidra em Villedieu-les-Poêles, Normandia, França.

## Galetteà creole
A galette da Guiana (mais comumente conhecida como galette creole) é um doce tradicional da culinária da Guiana Francesa. Essa é uma variante Creole da galette des rois, que é consumida como sobremesa durante a Epifania.
Ela pode ser acompanhada de creme, coco, goiaba, etc. É consumida durante todo o período do Carnaval (da Epifania até a Quaresma, começando a Quarta-feira de Cinzas) e, de preferência, acompanhada de champanhe.